# Vojtova metoda
Vojtova metoda (též nazývána jako metoda reflexní lokomoce) je soubor cvičebních technik používaných k léčbě hybných poruch, objevená českým dětským neurologem Václavem Vojtou. Jejím základním principem je fakt, že v centrálním nervovém systému člověka jsou geneticky zakódované vrozené pohybové vzory.
Na základě studií[zdroj?] léčby dětí s dětskou mozkovou obrnou z 50. let byly identifikovány specifické body, díky nimž je možné stimulovat tělo k určitým vrozeným pohybům, a to hlavně tlakem na příslušná citlivá místa (především na okostici kostí a fascie). Kromě samovolné pohybové aktivity dochází současně k fyziologické aktivaci bránice a svalů břišní stěny, k pravidelnému hlubokému dýchání, k upravení tepové frekvence, pozitivní stimulaci nervových center a celkovému zlepšení mentální aktivity.
Účinnost Vojtovy metody nebyla jasně prokázaná, metoda si získala popularitu primárně ve Střední Evropě, současně se považuje za alternativní medicínu.

## Teoretický podklad Vojtovy metody
Metoda je založena na znalosti vývoje pohybových vzorců během života dítěte. Vývoj pohyblivosti (motoriky) člověka je určen geneticky, probíhá zcela automaticky a je pokračováním vývoje v děloze.
Vývojová kineziologie se zabývá motorickým vývojem dítěte a dává terapeutovi pravidla k rozpoznání ideální hybnosti dítěte. Znalost vývojové kineziologie je přínosem nejen pro rehabilitaci pohybových poruch v pediatrii, ale má své nezastupitelné místo i v rehabilitaci dospělých.
Terapeutický systém Václava Vojty zahrnuje tři modely (polohy k vyvolání reakce stimulací příslušných bodů):
- model, který se aktivuje v poloze na břiše se nazývá reflexní plazení
- model aktivovaný z polohy na zádech se nazývá reflexní otáčení
- model aktivovaný z polohy na obou kolenou se nazývá 1.pozice

Prostřednictvím terapeutických modelů reflexního plazení, reflexního otáčení a první pozice a odpovídajících bodů (aktivačních zón) vyvolává terapeut u pacienta svalové souhry. Tyto svalové souhry jsou identické se svalovými souhrami, které pozorujeme u dětí během jejich motorického vývoje ve věku do jednoho roku.
Cílem není naučení pacienta otáčení či plazení, ale vyvolání, případně obnovení vrozených svalových vzorců, které jedinci umožňují kvalitní motoriku, sebeobsluhu a lokomoci (stoj a chůzi).

## Diagnózy vhodné k terapii Vojtovou metodou

### Děti
- dětská mozková obrna (DMO)
- fixované asymetrické držení hlavy (tortikolis)
- paréza brachiálního plexu
- rozštěp páteře
- pes equinovarus – koňská noha
- skolióza
- ortopedické vady hrudníku
- jiná neurologická onemocnění

### Dospělí
- cévní mozková příhoda
- periferní paréza
- bolesti související s páteří
- skolióza
- periartritida – bolestivé rameno
- stavy po úrazech míchy
- jiná neurologická onemocnění